# Église Saint-Michel-du-Tertre d'Angers
L'église Saint-Michel-du-Tertre est un édifice catholique qui était situé à Angers, en Maine-et-Loire. Il fut détruit pendant la Révolution française.

## Histoire

### Fondation
L'église a été fondée par l'évêque Hubert de Vendôme au tout début du XIe siècle. Elle était située en haut du village de Vaugaulais et appartenait à un prieuré bénédictin. Le fief qui en dépendait s'est progressivement développé au fur et à mesure des donations. L'endroit était très apprécié des abbés de Tiron qui y venaient régulièrement .

### Disparition
L'église a été détruite en 1793. À sa place, a été construite une grange. On y voit encore une crédence qui servait aux ablutions. Le portail a été remplacé par une ouverture plus étroite. 

### Prieurs
Une liste non exhaustive des prieurs :
- Pierre de Montereau (1483)
- Jean Dampon (1503)
- René des Escotais (1552)
- Adam des Escotais (1556), neveu du précédent prieur
- Guillaume de Simon (1566)
- François-Pierre de Cernon (?)
- Léonard de Saint-Denis (1575)

### Évolution du vocable
Cette église a toujours porté la dédicace à saint Michel et la localisation « du Tertre ».

### Évolution du statut durant la période d'activité
Cet édifice a toujours été une église paroissiale simple.